# Sam Besekow
Sam Besekow, född 26 januari 1911 i Köpenhamn, död 22 april 2001 i Köpenhamn, var en dansk regissör och skådespelare.
Under 40- och 50-talet verkade han som regissör vid ett flertal svenska teatrar.
Han mottog 1984 Läkerols kulturpris.

## Teaterregi i Sverige
| År   | Produktion                                            | Upphovsmän                                   | Teater                           |
| ---- | ----------------------------------------------------- | -------------------------------------------- | -------------------------------- |
| 1944 | Reducera moralen                                      | Sune Bergström                               | Vasateatern                      |
| 1944 | Den obetvingade segern The wingless victory           | Maxwell Anderson                             | Blancheteatern                   |
| 1944 | Misantropen Le misanthrope                            | Molière Översättning Gunnar Klintberg        | Nya Teatern                      |
| 1945 | När kvinnor mötas When Ladies Meet                    | Rachel Crothers                              | Blancheteatern                   |
| 1946 | En månad på landet Месяц в деревне, Mesiats v derevne | Ivan Turgenjev                               | Malmö stadsteater                |
| 1946 | Blodsbröllop Bodas de sangre                          | Federico García Lorca                        | Malmö stadsteater                |
| 1953 | Lantlollan The country wife                           | William Wycherley                            | Alléteatern                      |
| 1954 | Flickan ovanpå The Seven Year Itch                    | George Axelrod                               | Alléteatern                      |
| 1955 | I afton kl. 8: George Dandin                          | Molière                                      | Alléteatern                      |
| 1955 | I afton kl. 8: Familjealbumet Family Album            | Noël Coward                                  | Alléteatern                      |
| 1959 | Den vackra mjölnarfrun La Molinera de Arcos           | Alejandro Casona Översättning Arne Häggqvist | Norrköping-Linköping stadsteater |
| 1959 | Ljuva ungdomstid Ah, Wilderness                       | Eugene O'Neill                               | Göteborgs stadsteater            |
| 1960 | Toreadorvalsen La Valse de toréadors                  | Jean Anouilh                                 | Malmö stadsteater                |
| 1961 | Violerna Les violettes                                | Georges Schehadé                             | Stockholms stadsteater           |